# Heimatmuseum Zempin

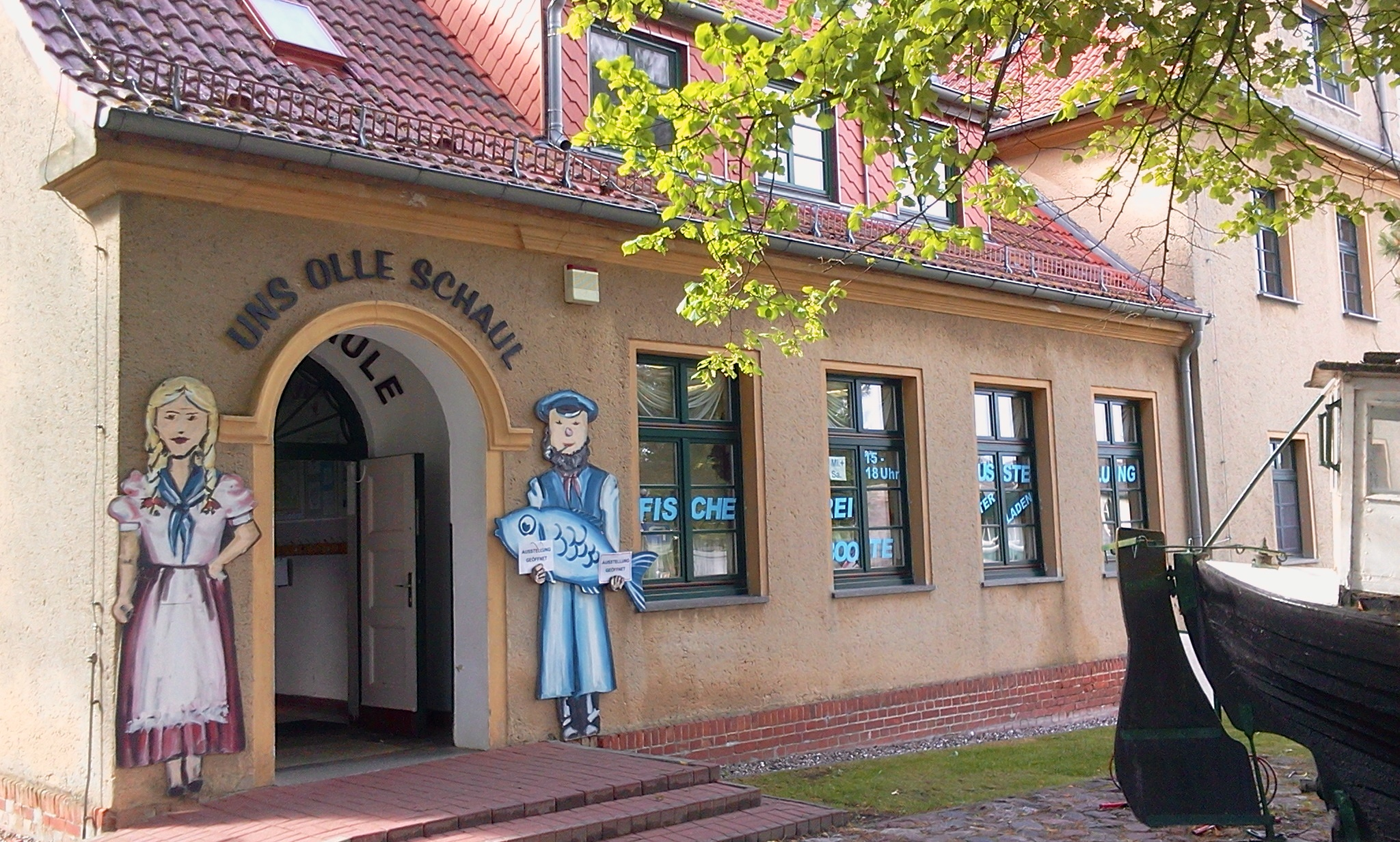
Heimatmuseum „Uns olle Schaul“

Das Heimatmuseum „Uns olle Schaul“ befindet sich im Seebad Zempin auf der Insel Usedom. Der Heimatverein Zempin e. V. eröffnete es im Dezember 2000 in den Räumen der ehemaligen Schule in Zempin. Hier sind Exponate und Dokumente ausgestellt, die die Historie und die Kultur der Gemeinde und ihrer Einwohner beschreiben. Besondere Schwerpunkte sind die Geschichte der Fischerei, das Leben und Wirken des Malers Hugo Scheele sowie die Bewahrung eines historischen Kaufmannsladens aus dem Jahre 1928.

## Gebäude
Das Schulgebäude ist das dritte seiner Art aus dem Jahre 1928. Historische Unterlagen erwähnen das erste Schulgebäude schon 1762 in der Dorfstraße 1. Erster namentlich bekannter Lehrer war der Schneider Michael Hellert, dessen Name bereits 1756 in den Büchern der Kirche Koserow belegt ist. Er durfte mietfrei wohnen und sein Vieh kostenlos auf den Gemeindewiesen weiden lassen. Das zweite Schulgebäude entstand 1834. Es hatte einen Klassenraum für alle Kinder und eine Lehrerwohnung. Der Schulchronik zufolge wurde aus dem ersten Schulhaus ein Armenhaus. Die Einweihung des dritten und letzten Schulgebäudes erfolgte am 13. August 1928. Es hatte im linken Gebäudeteil zwei Klassenräume. Im rechten Gebäudeteil befanden sich die Lehrerwohnungen. Der Schulbetrieb lief bis zum Jahre 2000. Am 19. Juli 2000 fand der sprichwörtlich „letzte“ Schultag in diesem Gebäude statt. Alle drei Gebäude sind noch vorhanden. Die beiden ersten sind jetzt Wohnhäuser. Im dritten Gebäude dienen die ehemaligen Lehrerwohnungen ebenfalls als Mietwohnungen.

## Ausstellung

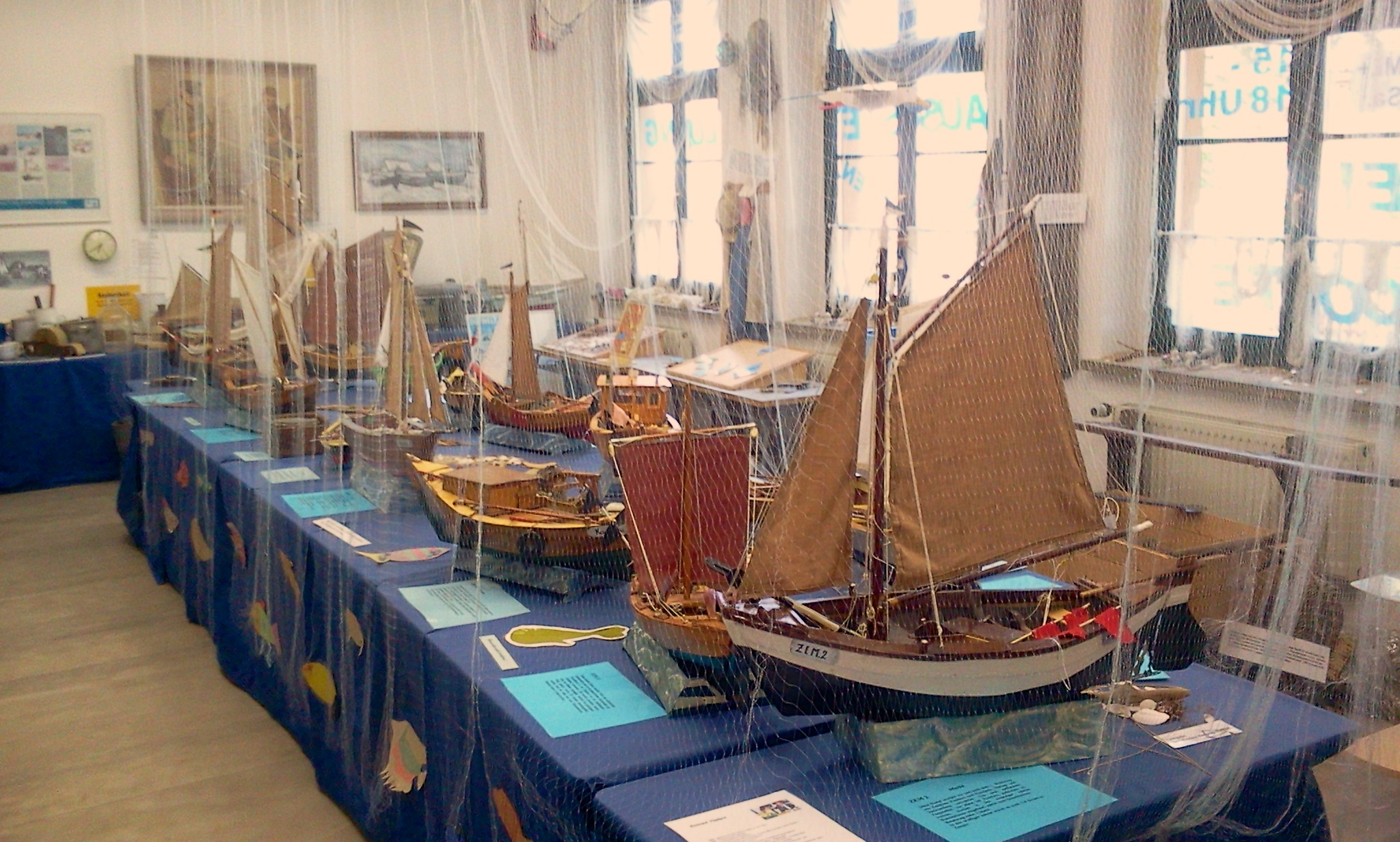
Fischereiausstellung

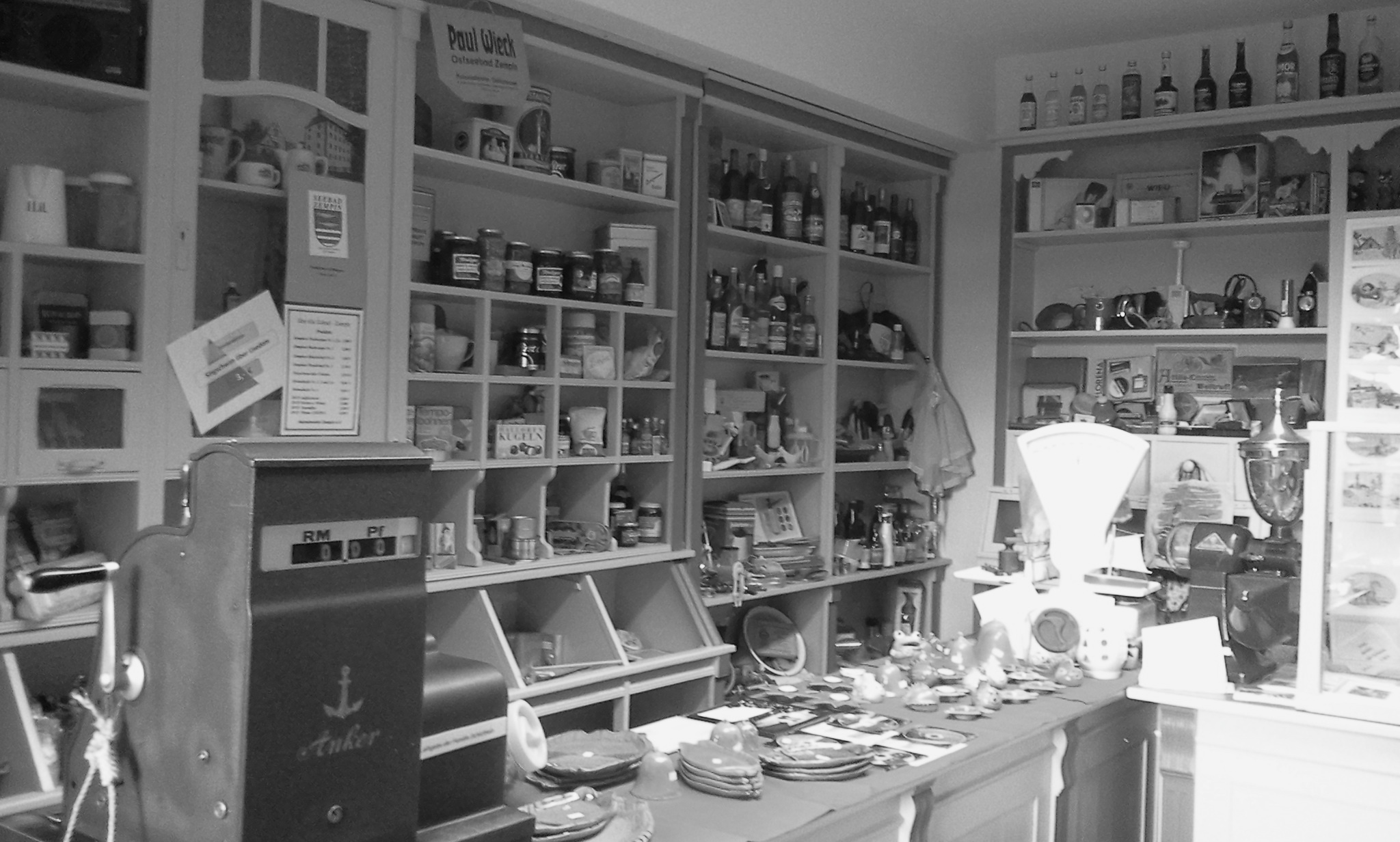
Der Kolonialwarenladen von 1928

Im ersten Klassenraum ist die Geschichte der Fischerei in Zempin herausgestellt. Ein besonderer Höhepunkt sind hierbei die handgefertigten Bootsmodelle des Fischers Konrad Tiefert. Dieser begann erst im hohen Alter von 80 Jahren damit, die Modelle für den Heimatverein zu bauen. 35 beeindruckende und funktionierende Modelle erstanden in gut 10 Jahren aus Obststiegen, Blechdosen, Tapetenleisten und Fischereimaterial.
Der zweite Klassenraum dient als Galerie für die Bilder der Maler Wolfgang Max, Hugo Scheele und Kurt Heinz Sieger sowie als Vortagsraum für Filme, Vorträge und Präsentationen.
Den Flur und den Treppenaufgang zieren die vier mannshohen baugebundenen Keramikmalereien der Malerin Rosa Kühn, einer Schülerin des Malers Otto Niemeyer-Holstein. Sie stammen aus dem Jahr 1986 und stellen die vier Jahreszeiten dar.
Über den zweiten Klassenraum gelangt man in einen Teil der ehemaligen Lehrerwohnung. Hier befindet sich die Einrichtung des historischen Kolonialwaren- und Feinkost-Ladens von Karl Schichlein, dessen Geschäft bis 1996 bestand.